# Torre y Cuevas de Paterna
La Torre y las Cuevas de Paterna situadas en su entorno, son un conjunto formado por una torre defensiva y unas cuevas-viviendas a su alrededor, ubicado en Paterna (Valencia, España)Tienen la consideración de Bien de Interés Cultural (BIC) por declaración del 16 de julio de 1971, configurando un paisaje de gran interés patrimonial y de gran intensidad visual, por la singularidad que aportan elementos tan infrecuentes como son los respiraderos y chimeneas blancas sobre el promontorio o tossal donde se han excavado las cuevas, con la Torre como elemento emblemático vigilando al fondo.

## Historia y descripción

### Torre
La torre de Paterna es una fortificación ideada para defender a la población de la villa y como parte del cinturón de defensa que rodeaba a la ciudad de Valencia, junto a otras torres como las de Museros, Moncada, Cuart, Torrente y Silla. Su construcción data de finales del siglo xi y principios del siglo xii. Está situada en una colina en las cercanías del antiguo castillo de Paterna, actualmente al norte del Ayuntamiento y rodeada de las Coves de la Torre, un conjunto de casas-cueva que surgió a su alrededor a partir del siglo xviii. La torre de Paterna era originalmente cuadrada y se transformó tras la conquista cristiana para adquirir su característica forma troncocónica, probablemente durante el siglo xiv. Su altura es de 19,5 m, con un diámetro inferior de 12,70 m y superior de 9,60 m. Consta de tres plantas (las dos primeras de base cuadrada y la tercera octogonal) y una terraza (de base circular) desde donde se tiene una vista panorámica de la Huerta de Valencia.
La planta baja era probablemente un aljibe que recogería el agua de la terraza. Su techo está formado por dos bóvedas de cañón rebajado, que dividen la planta en dos partes. Hay una pilastra central, de la que arrancan en sentido perpendicular a las bóvedas dos arcos rebajados. La segunda planta (por la que se accede actualmente al edificio) es de base cuadrada, con unos 5 metros de lado, y de una constitución arquitectónica más compleja: la cubierta la conforma una bóveda octogonal que entronca con su planta cuadrada gracias a unas trompas resueltas por medias bóvedas de aristas en sus cuatro ángulos. Está revestida de ladrillos y a su altura el muro de la torre, de mortero, llega a los 3 y 3,50 metros. En el lado oeste se encuentra la puerta de acceso a la siguiente planta, incluyéndose la escalera en el ancho del muro. La tercera planta es de base octogonal y en ella se repiten los elementos de la planta inferior. Desde ella se accede a la tierra a través de una escalera en cuya cubierta aparecen tres pequeñas bóvedas de aristas con ladrillos. La terraza es circular y está conformada por ocho parapetos en voladizo, con troneras, que dejan hueco a ocho almenas.
El canon edilicio de estas torres establece que el acceso se producía mediante una escalera móvil para llegar al nivel de entrada situado en el segundo piso por razones defensivas, pero en el año 1971 se produce una intervención en la arquitectura de la Torre, según el proyecto de Vicente García, que modificó la imagen al añadirle una escalera helicoidal exterior desde la base del terreno hasta la puerta de acceso a la altura del primer nivel, restaurando también los matacanes de la cornisa.
Esta restauración se debió a su declaración como  monumento histórico-artístico. En la década de 1980 se alojó en la torre el Museo de Cerámica de Paterna, que actualmente está ubicado en el antiguo Ayuntamiento de Paterna.

### Cuevas
Las cuevas del entorno de la Torre, son viviendas excavadas que se encuentran a su alrededor hacia el norte y el este. Su origen, algunas se remontan a los tiempos de la invasión musulmana, pero su uso se data entre la segunda mitad del siglo XVIII y el XIX, en un momento de fuerte presión demográfica y ante la necesidad de nuevos hábitats para jornaleros y obreros que, en el caso del municipio de Paterna, aprovecharon áreas comunales como la del Bovalar. Durante el siglo XIX se produjo un incremento considerable del número de cuevas a mitad de siglo. En la primera mitad del siglo XX es cuando se llegó a tener el mayor número de cuevas, que años más tarde se fueron abandonando y muchas de ellas fueron demolidas.
Tanto las cuevas situadas en el entorno de la Torre, como las que se localizan a lo largo del antiguo camino del Batán, llegaron a concentrar una gran densidad de población. En el año 1824 había 38 cuevas, en el año 1940 había 495, llegando la población de las cuevas a representar el 23,39% de la población total de Paterna. Diversas circunstancias históricas y urbanísticas han ido reduciendo el perímetro y el número de cuevas en el entorno de la Torre, sobre todo por la construcción de grupos de viviendas a raíz de la riada de 1957, que supuso su abandono como espacio de vida y que determinó su abandono y un declive de su uso a pesar de los intentos de mantener en ellas cierta actividad aunque fuera artesanal.
Estas cuevas se convierten en muchas ocasiones en grandes soluciones arquitectónicas empleando diferentes tipologías en función de la dirección de la excavación, estando la modalidad de excavación horizontal, la de excavación vertical y la mixta, basada en la síntesis de las dos anteriores. Este sistema mixto, mayoritario en la cuevas de Paterna, comenzaba abriendo inicialmente un patio excavado en vertical para llegar a un nuevo plano horizontal y una vez se habían generado paredes en el perímetro del hueco, se excavaba horizontalmente alrededor de este vacío, como si se tratara de una cueva excavada en la montaña. Es una tipología que sigue el modelo conocido como “cova enclotada”, articulada alrededor de una placeta comunal para unas pocas cuevas , con un acceso en rampa y sin fachada a la calle. Todas ellas crean unas condiciones de habitabilidad especiales con una temperatura agradable tanto en verano como en invierno. Las condiciones geológicas del terreno en las que se ubican las cuevas requieren unas características muy particulares: Una primera capa de tierra vegetal no muy relevante; una capa compacta de roca calcárea impermeable de 20 a 30 centímetros de gruesa, a modo de forjado de la cueva, una capa calcárea porosa de 40 a 50 centímetros que puede ser trabajada con picos y, finalmente, una capa de arcilla de fácil trabajo. Esta estratigrafía es ideal para la excavación de las cuevas ya que la capa compacta superior resuelve adecuadamente la cubierta, y el resto puede ser trabajado con relativa facilidad.